# George McLean
Bobby Lennox (* 26. května 1943, Paisley) je bývalý skotský fotbalista, útočník. 

## Fotbalová kariéra
Ve skotské lize hrál postupně za St. Mirren FC, Glasgow Rangers, Dundee FC, Dunfermline Athletic FC a Ayr United FC. S Rangers získal dva mistrovské tituly. Kariéru zakončil ve druhé lize v týmu Hamilton Academical FC. V Poháru mistrů evropských zemí nastoupil ve 4 utkáních, v Poháru vítězů pohárů nastoupil ve 2 utkáních a dal 2 góly a ve Veletržním poháru nastoupil ve 14 utkáních a dal 10 gólů. Za reprezentaci Skotska nastoupil v roce 1968 v přátelském utkání proti Nizozemsku.

## Ligová bilance
| Ročník                                          | Zápasy | Góly | Klub                    |
| ----------------------------------------------- | ------ | ---- | ----------------------- |
| 1. skotská liga 1959/1960                       | 3      | 2    | St. Mirren FC           |
| 1. skotská liga 1960/1961                       | 21     | 7    | St. Mirren FC           |
| 1. skotská liga 1961/1962                       | 21     | 2    | St. Mirren FC           |
| 1. skotská liga 1962/1963                       | 9      | 2    | Glasgow Rangers         |
| 1. skotská liga 1963/1964                       | 19     | 10   | Glasgow Rangers         |
| 1. skotská liga 1964/1965                       | 8      | 4    | Glasgow Rangers         |
| 1. skotská liga 1965/1966                       | 24     | 25   | Glasgow Rangers         |
| 1. skotská liga 1966/1967                       | 9      | 8    | Glasgow Rangers         |
| 1. skotská liga 1967/1968                       | 32     | 23   | Dundee FC               |
| 1. skotská liga 1968/1969                       | 20     | 2    | Dundee FC               |
| 1. skotská liga 1969/1970                       | -      | -    | Dunfermline Athletic FC |
| 1. skotská liga 1970/1971                       | -      | -    | Dunfermline Athletic FC |
| 1. skotská liga 1971/1972                       | -      | -    | Ayr Unted FC            |
| 1. skotská liga 1972/1973                       | -      | -    | Ayr Unted FC            |
| 1. skotská liga 1973/1974                       | -      | -    | Ayr Unted FC            |
| North American Soccer League (1968–1984) 1974   | 19     | 5    | Vancouver Whitecaps     |
| 1. skotská liga 1974/1975                       | -      | -    | Ayr Unted FC            |
| 2. skotská liga 1975/1976                       | 1      | 0    | Hamilton Academical FC  |
| CELKEM 1. skotská liga                          | -      | -    |                         |
| CELKEM North American Soccer League (1968–1984) | 19     | 5    |                         |